# Działalność finansowa
Działalność finansowa – działalność przedsiębiorstwa, której przedmiotem jest pozaoperacyjne pozyskiwanie źródeł finansowania lub ich spłata (oraz związane z tym pieniężne koszty i korzyści), w wyniku których ulega zmianie wysokość i struktura wniesionego kapitału własnego oraz zadłużenia finansowego jednostki.
Działalność finansowa stanowi jeden z trzech z trzech podstawowych rodzajów działalności prowadzonej przez przedsiębiorstwo – obok działalności operacyjnej i inwestycyjnej.
Według ustawy o rachunkowości z dnia 29 września 1994 roku:
Przez działalność finansową rozumie się pozyskiwanie lub utratę źródeł finansowania [zmiany w rozmiarach i relacjach kapitału (funduszu) własnego i obcego w jednostce] oraz wszystkie z nimi związane pieniężne koszty i korzyści. (art. 48b, ust. 3, pkt. 3)
W działalności finansowej przedsiębiorstwa wykazuje się m.in.:
- Wpływy:
  - z wydania udziałów (akcji) i innych instrumentów kapitałowych oraz dopłat do kapitału,
  - z emisji długo- i krótkoterminowych dłużnych instrumentów finansowych,
  - zaciągnięcie kredytów i pożyczek (łącznie ze zrealizowanymi różnicami kursowymi),
  - pieniężne korzyści związane bezpośrednio z pozyskaniem kapitału.
- Wydatki:
  - płatności na rzecz właścicieli akcji lub udziałów jednostki z tytułu ich wykupu i zwrot dopłat do kapitału,
  - z tytułu podziału zysku, w tym z lat poprzednich,
  - spłata kredytów i pożyczek (łącznie ze zrealizowanymi różnicami kursowymi)
  - poniesione koszty na spłatę zobowiązań z tytułu umów leasingu finansowego,
  - zapłacone odsetki, prowizje bankowe i inne pieniężne koszty związane bezpośrednio z pozyskiwaniem kapitału.